# Осока торфова
Осока торфова (Carex heleonastes) — вид багаторічних кореневищних трав'янистих рослин родини осокові (Cyperaceae).

## Опис
Кореневища короткі. Стебла прямовисні, тонкі, 15–35 см. Листя: піхви блідо-коричневі зовні; пластини плоско-жолобчасті або плоскі, блідо-зелені або злегка сіро-зелені, 5–15 см × 1–2 мм, коротші від стебел. Суцвіття 0,8–2 см × 5–10 мм; колосків 3–4(-6); верхні квітки в колоску жіночі, нижні — чоловічі. Маточкові луски червоно-коричневі. Мішечки зелено-білі проксимально і дистально світло-коричневі, часто середньо-коричневі в зрілому віці, 2.5–3.5 × 1.2–1.5 мм, дзьоб короткий. Сім'янки червоно-коричневі, широко обернено-яйцюватні, 1,5(-2) × 1–1,2 мм, від тьмяних до злегка глянсових. 2n = 56.

## Поширення
Цей вид має циркумбореальне поширення: від Скандинавії на південь, у Центральну Європу і на схід через північ Росії до Камчатки, а також по всій північній Північній Америці. Росте в болотах і сирих луках. У Північній Америці цей вид має тенденцію жити у відкритих, вапняних водно-болотних угіддях.
В Україні росте на Прикарпатті, у Розточчі–Опіллі, на Зх. Поліссі. Адм. регіони: Вл, Рв, Лв. Природоохоронний статус виду: Зникаючий. Охороняють в Яворівському НПП. Цвіте в травні–липні. Плодоносить у червні–липні. Розмножується насінням і вегетативно.